# Friedrich Müller (författare)
Friedrich Müller, född den 13 januari 1749 i Kreuznach, död den 13 april 1825 i Rom, var en tysk konstnär och poet, även kallad Maler Müller och Teufelsmüller.
Müller studerade i Mannheim och var en tid hovmålare hos hertigen av Zweibrücken. Han reste 1778 till Rom. Müller ägnade sig med iver åt poesin och skrev i alla diktarter, även dramer, i vilka han helt och hållet sällade sig till de grundsatser som förkunnades inom "Sturm und Drang", såsom Fausts Leben om sagogestalten Faust (I, 1778), Niobe (samma år), vari märks ett inflytande från hans konstnärliga strävanden, samt Golo und Genoveva (påbörjad 1776, utgiven av Tieck 1811), där han genom upptagandet av ett medeltida sagoämne blev en förelöpare till romantiken och skapade ett av riktningens bästa stycken. Av hans dikter blev somliga (till exempel Heute scheid' ich) ganska populära. Slutligen skrev han under samma tid idyller, dels i antik anda, såsom Der Satyr Mopsus, dels med ämnen ur tyskt bondeliv, såsom Die Schafschur (1775), hållen i folkton i motsats till den förut vanliga lärda idyllen. Som målare tog han Michelangelo till sin förebild och framkom med överspända saker, i vilka satan spelade huvudrollen och som rent av ansågs vara karikatyrer. För övrigt sysselsatte han sig med konstteori och arkeologi samt var en lärd "ciceron" åt främlingar. Under en sjukdom 1781 övergick han till romersk-katolska kyrkan. Ett urval av hans verk ombesörjde Tieck.